# Takahiro Masukawa
Takahiro Masukawa (増川 隆洋, Masukawa Takahiro) est un footballeur japonais né le 8 novembre 1979. Il évolue au poste de défenseur.

## Palmarès
- Champion du Japon en 2010 avec le Nagoya Grampus
- Vainqueur de la Supercoupe du Japon en 2011 avec le Nagoya Grampus
- Finaliste de la Coupe du Japon en 2009 avec le Nagoya Grampus

## Distinctions personnelles
- J. League Best Eleven : 2010